# Jörg Zander
Jörg Zander (* 15. Februar 1964 in Ratingen) ist ein deutscher Maschinenbauingenieur. Er war von März bis Juni 2009 Technischer Direktor des neu formierten Brawn GP Formula One Teams.

## Karriere
Zander wechselte nach Ende seines Maschinenbaustudiums an der Universität Köln im Jahr 1990 als Projektingenieur zur ebenfalls dort ansässigen Toyota Motorsport GmbH, wo er sechs Jahre tätig war. 1996 wagte Zander den Wechsel in den Motorsport und arbeitete als Renningenieur beim Opel Team Rosberg in der ITC-Rennserie. Nach dem Ausstieg von Opel (und Alfa Romeo) aus der ITC kam es jedoch zur Einstellung der Serie, Zander ging zu seinem alten Arbeitgeber Toyota zurück. Hier fungierte er im Rahmen des Le-Mans-Projekts zunächst als Chassis Engineering Manager für den Toyota GT-One. 1999 wurde Zander Leiter der Entwicklungsabteilung Chassis & Hydraulik. Nach dem Formel-1-Einstieg Toyotas im Jahr 2002 wechselte er als Chefingenieur für den Bereich Mechanics & Transmission zum britischen B·A·R-Team, das bereits seit 1999 an der F1-Weltmeisterschaft teilnahm. 2005 erfolgte der Wechsel zum englischen Traditionsrennstall Williams, der mit BMW als Motorenpartner zusammenarbeitete. Nach dem Ende dieser Partnerschaft folgte Zander dem Ruf des neu formierten BMW Sauber F1 Teams, mit dem der deutsche Automobilhersteller fortan als eigenständiger Konstrukteur in der Formel 1 antrat, und wurde dort Chefdesigner. Nach zwei Jahren wechselte er Anfang 2008 erneut den Rennstall und nahm den Posten als Stellvertreter des Technischen Direktors Shuhei Nakamoto beim Honda Racing F1 Team an. Ende 2008 zog der Honda-Konzern sein Formel-1-Team wegen der weltweiten Finanzkrise aus der Weltmeisterschaft zurück und verkaufte es durch Management-Buy-out an den bisherigen Teamchef Ross Brawn. 
An der Saison 2009 wird das Team unter dem Namen Brawn GP Formula One Team teilnehmen, Zander rückte unterdessen bis zu seinem Fortgang zum Technischen Direktor auf.
2010 gründete er die JZ Engineering GmbH mit Sitz im Kanton St Gallen, Schweiz.
Im April 2018 wurde bekannt, dass Zander neuer Chef der Aerodynamik-Abteilung bei Sauber F1 Motorsport wird.